# Commune périurbaine
Cet article court présente un sujet plus développé dans : Couronne périurbaine et Commune multipolarisée.

Sur cette carte représentant le découpage communal du département de la Loire-Atlantique, les communes périurbaines sont représentées en orange (pour les communes monopolarisées) et en jaune (pour les communes multipolarisées).

Une commune périurbaine est, en France et selon la définition qu'en donne l'Insee, une commune attirée par un ou plusieurs pôles urbains. Les communes périurbaines sont de deux types :
- si elles ne sont attirées que par un seul pôle urbain, elles sont dites monopolarisées, et appartiennent à l'aire urbaine centrée sur ce pôle urbain, dont elles constituent la couronne périurbaine ;
- si elles sont attirées par plusieurs pôles urbains, elles sont dites multipolarisées, et n'appartiennent à aucune aire urbaine.

## Source
- Définition : Commune périurbaine, sur le site de l'Insee.